# La Puerta de Segura
La Puerta de Segura là một đô thị trong tỉnh Jaén, Tây Ban Nha. Theo điều tra dân số 2005 (INE), đô thị này có dân số là 2646 người.
38°21′B 02°44′T / 38,35°B 2,733°T